# George Elliot, 1. Baronet

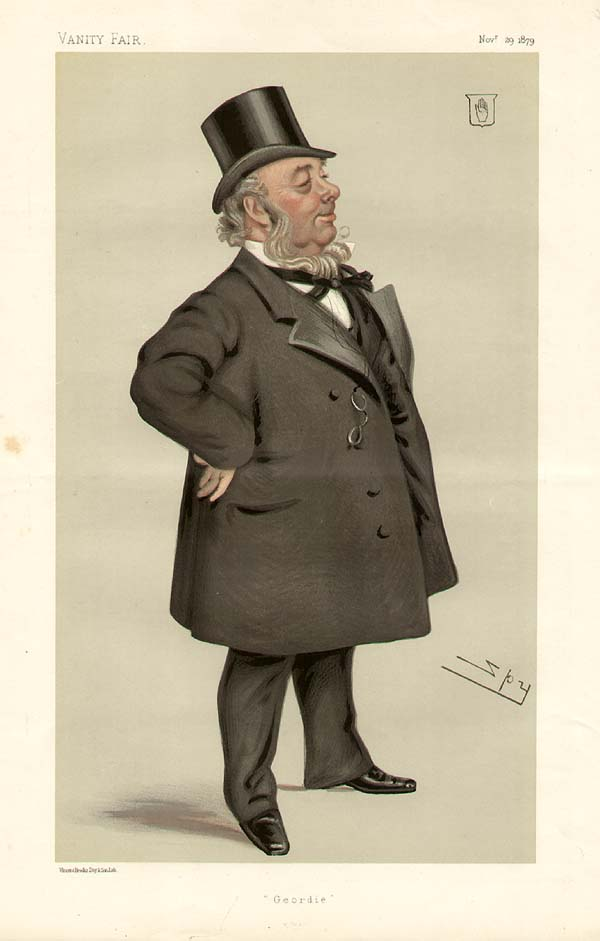
George Elliot, 1. Baronet

Sir George Elliot, 1. Baronet JP (* 18. März 1814 in Gateshead; † 23. Dezember 1893) war ein britischer Zechenbesitzer und Unternehmer im Bereich der Elektrotechnik.

## Leben
Sir George Elliot war der älteste Sohn des Bergarbeiters Ralph Elliot und begann im Alter von 9 Jahren bei Whitefield Pit, Penshaw, zu arbeiten. Später wurde er Grubenbesitzer. 1849 übernahm er zusammen mit Richard A. Glass die Drahtseilfabrik Kuper & Co (in Greenwich, nahe London), sowie deren Verträge für die Herstellung von unterseeischen Telegraphen-Leitungen. Der Händler Johann Baptiste Wilhelm Heimann aus Ludgate Hill, wohl ein Agent von Julius Albert, hatte am 8. März 1841 ein Patent zur Herstellung von Drahtseilen und Kabeln erhalten und dann mit seinem Partner John George William Küper die Drahtseilfabrik Heimann & Küper, Grand Surrey Canal Basin in Camberwell gegründet. Im November 1846 musste die Firma Insolvenz anmelden.
Glass & Elliot bzw. die 1854 gegründete Glass, Elliot & Company stellte das erste Transatlantikkabel her. 1864 fusionierten sie mit der Gutta Percha Company zur Telegraph Construction and Maintenance Company.
Elliot gehörte von 1868 bis 1880 und von 1881 bis 1885 für den Wahlkreis Durham North sowie von 1886 bis 1892 für den Wahlkreis Monmouth Boroughs als Abgeordneter der Conservative Party dem Unterhaus an. Am 15. Mai 1874 wurde ihm der erbliche Adelstitel Baronet, of Penshaw in the County Palatine of Durham and of Whitby in the North Riding of the County of York, verliehen.